# Municipio Sica Sica
Das Municipio Sica Sica liegt im Departamento La Paz im südamerikanischen Anden-Staat Bolivien.

## Lage im Nahraum
Das Municipio Sica Sica ist eines von sieben Municipios der Provinz Aroma und liegt im südöstlichen Teil der Provinz. Es grenzt im Nordwesten an das Municipio Patacamaya, im Westen an das Municipio Umala, im Süden an die Provinz Gualberto Villarroel, im Südosten an das Departamento Oruro und im Osten und Norden an die Provinz Loayza.
Das Municipio hat 100 Ortschaften (localidades), der zentrale Ort des Municipios ist Sica Sica mit 3086 Einwohnern im nordwestlichen Teil des Municipio.

## Geographie
Das Municipio Sica Sica liegt auf dem bolivianischen Altiplano auf einer mittleren Höhe von 3800 m, zwischen den Anden-Gebirgsketten der Cordillera Occidental im Westen und der Cordillera Central im Osten.
Die mittlere Durchschnittstemperatur des Municipio liegt bei 9 °C, der Jahresniederschlag beträgt etwa 600 mm (siehe Klimadiagramm El Alto). Die Region weist ein ausgeprägtes Tageszeitenklima auf, die Monatsdurchschnittstemperaturen schwanken nur unwesentlich zwischen 7 °C im Juli und 11 °C im Dezember. Die Monatsniederschläge liegen zwischen unter 10 mm in den Monaten Juni und Juli und nahe 100 mm von Dezember bis Februar.

## Bevölkerung
Die Einwohnerzahl des Municipios ist zwischen 1992 und 2024 um etwa drei Viertel angestiegen:
| Jahr | Einwohner | Quelle       |
| ---- | --------- | ------------ |
| 1992 | 19.582    | Volkszählung |
| 2001 | 26.818    | Volkszählung |
| 2012 | 31.054    | Volkszählung |
| 2024 | 33.546    | Volkszählung |

Das Municipio hat eine Fläche von 1.713 km² und wies bei der Volkszählung 2024 eine Bevölkerungsdichte von 19,6 Einwohnern/km² auf. Die Lebenserwartung der Neugeborenen lag im Jahr 2001 bei 59,9 Jahren, die Säuglingssterblichkeit ist von 11,0 Prozent (1992) auf 7,4 Prozent im Jahr 2001 gesunken.
Der Alphabetisierungsgrad bei den über 19-Jährigen beträgt 83,2 Prozent, und zwar 92,8 Prozent bei Männern und 73,8 Prozent bei Frauen (2001).
79,6 Prozent der Bevölkerung sprechen Spanisch, 90,3 Prozent sprechen Aymara, und 0,4 Prozent Quechua. (2001)
74,8 Prozent der Bevölkerung haben keinen Zugang zu Elektrizität, 79,1 Prozent leben ohne sanitäre Einrichtung (2001).
71,9 Prozent der Haushalte besitzen ein Radio, 14,4 Prozent einen Fernseher, 43,4 Prozent ein Fahrrad, 1,0 Prozent ein Motorrad, 4,6 Prozent einen PKW, 0,5 Prozent einen Kühlschrank, und 1,7 Prozent ein Telefon. (2001)

## Politik
Ergebnis der Regionalwahlen (concejales del municipio) vom 4. April 2010:
| Wahl- berechtigte |  | Wahl- beteiligung | gültige Stimmen |  | MAS-IPSP | M.P.S. | ASP    | NOS   | FPV   | MSM   | M.W.Z. |
| ----------------- |  | ----------------- | --------------- |  | -------- | ------ | ------ | ----- | ----- | ----- | ------ |
| 10.418            |  | 9.467             | 6.482           |  | 2.670    | 1.124  | 876    | 632   | 515   | 347   | 318    |
|                   |  | 90,9 %            | 68,5 %          |  | 41,2 %   | 17,3 % | 13,5 % | 9,8 % | 7,9 % | 5,4 % | 4,9 %  |

Ergebnis der Regionalwahlen (elecciones de autoridades políticas) vom 7. März 2021:
| Wahl- berechtigte |  | Wahl- beteiligung | gültige Stimmen |  | MAS-IPSP | J.A.LLALLA.L.P. | MTS    | PBCSP  | VENCEREMOS | PDC    | C-A    |
| ----------------- |  | ----------------- | --------------- |  | -------- | --------------- | ------ | ------ | ---------- | ------ | ------ |
| 12.412            |  | 11.050            | 9.784           |  | 5.136    | 3.482           | 558    | 160    | 90         | 77     | 47     |
|                   |  | 89,03 %           | 88,54 %         |  | 52,49 %  | 35,59 %         | 5,70 % | 1,64 % | 0,92 %     | 0,79 % | 0,48 % |

## Gliederung
Das Municipio untergliederte sich bei der letzten Volkszählung von 2012 in die folgenden elf Kantone (cantones):
- 02-1301-01 Kanton Manuel Isidoro Belzu – 19 Ortschaften – 2.007 Einwohner (2001: 2.238 Einwohner)
- 02-1301-02 Kanton Chijmuni – 7 Ortschaften – 700 Einwohner (2001: 848 Einwohner)
- 02-1301-03 Kanton Ayamaya – 3 Ortschaften – 808 Einwohner (2001: 803 Einwohner)
- 02-1301-04 Kanton Pujravi – 11 Ortschaften – 8.102 Einwohner (2001: 4.364 Einwohner)
- 02-1301-05 Kanton Colpapucho Belén – 9 Ortschaften – 2.369 Einwohner (2001: 2.469 Einwohner)
- 02-1301-06 Kanton Sica Sica – 17 Ortschaften – 5.395 Einwohner (2001: 5.351 Einwohner)
- 02-1301-07 Kanton Germán Busch – 13 Ortschaften – 7.271 Einwohner (2001: 6.271 Einwohner)
- 02-1301-08 Kanton Kajani – 7 Ortschaften – 788 Einwohner (2001: 981 Einwohner)
- 02-1301-09 Kanton Panduro – 3 Ortschaften – 1.361 Einwohner (2001: 997 Einwohner)
- 02-1301-10 Kanton Villa Chuakhollu Grande – 3 Ortschaften – 757 Einwohner (2001: 1.124 Einwohner)
- 02-1301-11 Kanton Machacamarca – 8 Ortschaften – 1.496 Einwohner (2001: 1.372 Einwohner)

## Ortschaften im Municipio Sica Sica
- Kanton Manuel Isidoro Belzu
  - Maca 278 Einw.

- Kanton Chijmuni
  - Chijmuni 184 Einw.

- Kanton Ayamaya
  - Ayamaya 779 Einw.

- Kanton Pujravi
  - Lahuachaca 5874 Einw.

- Kanton Colpapucho Belén
  - Belén 620 Einw. – Collpa Pucho Belén 300 Einw. – Cruce Luribay 77 Einw.

- Kanton Sica Sica
  - Sica Sica 3086 Einw.

- Kanton Germán Busch
  - Cala Cala 2087 Einw. – Konani 901 Einw. – Ayzacollo 725 Einw. – Catavi de Sica Sica 664 Einw. – Huancollo 656 Einw. – Vilaque 436 Einw.

- Kanton Kajani
  - Toloma 326 Einw. – Kajani 182 Einw.

- Kanton Panduro
  - Panduro 894 Einw. – Lequepampa 173 Einw.

- Kanton Villa Chuakhollu Grande
  - Viluyo Chico 363 Einw. – Chuacollo Grande 278 Einw.

- Kanton Machacamarca
  - Machacamarca 440 Einw.